# Kósambí
Kósambí (v páli), též Kaušámbí (v sanskrtu), bylo jedno z nejvýznamnějších indických center v době Gautamy Buddhy (okolo 500 př. n. l.). Bylo hlavní město Vatsy, jednoho ze šestnácti starověkých království zvaných mahádžanapady. Kósambí bylo prosperující město, ve kterém sídlili bohatí obchodníci. Nacházelo se u řeky Jamuny, asi 35 km jihozápadně od dnešního Iláhábádu.
V době Buddhově byl králem Kósambí Parántapa, poté se vlády ujal jeho syn Udéna. V tomto období bylo Kósambí zřejmě velmi důležitým městem, jelikož Buddhův společník Ánanda o něm píše, že by bylo vhodné pro Buddhovu parinirvánu. Město bylo též důležitou zastávkou obchodních karavan proudících z jihu a západu do Kóšalska a Magadhy.